# マルコス・アロンソ・イマス
マルキートスことマルコス・アロンソ・イマス（Marcos Alonso Imaz　"Marquitos", 1933年4月16日 - 2012年3月6日）は、スペイン・サンタンデール出身のサッカー選手。ポジションはディフェンダー。
息子であるマルコス・アロンソ・ペーニャ、孫のマルコス・アロンソ・メンドーサもサッカー選手である。

## 経歴
地元クラブラシン・サンタンデールのユース出身で、1951年に同クラブでプロデビュー。1954年にレアル・マドリードへ移籍し、5度のUEFAチャンピオンズカップなど数多くのタイトルを獲得した。また、スペイン代表としても2つの親善試合に出場した。元々のポジションはセンターバックだったが、レアル・マドリードにおいてはホセ・サンタマリアの加入後は右のストッパーにコンバートされた。
2012年3月6日、78歳で死去。

## 所属クラブ
- ラシン・サンタンデール 1951-1954
- レアル・マドリード 1954-1962
- エルクレスCF 1962-1963
- レアル・ムルシア 1963-1964
- CDカルボ・ソテロ 1964-1966
- トルーカ・サンタンデール 1970-1971

## 獲得タイトル
- リーガ・エスパニョーラ　1954-55, 1956-57, 1957-58, 1960-61, 1961-62
- スペイン国王杯　1962
- UEFAチャンピオンズカップ　1956, 1957, 1958, 1959, 1960
- インターコンチネンタルカップ　1960
- ラテン・カップ　1955, 1957